# 安德烈·博南
安德烈·博南（法語：André Bonin，1909年3月9日—1998年9月7日），生于格朗维尔，法国男子击剑运动员。他曾获得1948年夏季奥运会击剑比赛男子花剑团体金牌。他于1998年在巴黎去世。